# Воронков, Павел Юрьевич
Па́вел Ю́рьевич Воронко́в (род. 16 мая 1956, Киев) — советский и украинский волейболист, игрок сборной СССР (1981). Победитель розыгрыша Кубка мира 1981, чемпион Европы 1981, чемпион СССР 1983. Нападающий. Мастер спорта международного класса (1982).
Выступал за команды: 1976—1982 — «Локомотив» (Киев), 1982—1984 — ЦСКА. Чемпион СССР 1983, двукратный бронзовый призёр чемпионатов СССР (1981, 1984), двукратный обладатель Кубка СССР (1988, 1990), обладатель Кубка чемпионов ЕКВ 1983, чемпион Украины 1995, серебряный призёр чемпионата Украины (1994). В составе сборной Украинской ССР бронзовый призёр Спартакиады народов СССР 1983.Выступал за зарубежные клубы :1990-1994 — (Папирон, Сегед, Венгрия),
В составе сборной СССР в 1981 году стал победителем розыгрыша Кубка мира и чемпионом Европы.
После окончания игровой карьеры с 2004 года работал тренером мужской сборной Украины, главным тренером команд «Локомотив» Киев (2005—2006), «Металлург-БеЛа» Могилёв (2009—2010), менеджером Федерации волейбола Украины.